# Rautujärvi (sjö i Finland, Lappland, lat 67,52, long 23,93)
Rautujärvi är en sjö i Finland. Den ligger i kommunen Kolari i landskapet Lappland, i den norra delen av landet, 800 km norr om huvudstaden Helsingfors. Rautujärvi ligger 193,2 meter över havet. Arean är 6,9 hektar och strandlinjen är 1,38 kilometer lång. Sjön  ingår i Torne älvs huvudavrinningsområde. 